# تدريس متمايز
التدريس والتقويم المتمايز المعروف أيضًا باسم التعلم المتمايز أو ببساطة، التمايز، هو إطار أو فلسفة للتدريس الفعال الذي يتضمن تزويد جميع الطلاب داخل مجتمع المتعلمين المتنوع في الفصول الدراسية بمجموعة من السبل المختلفة لفهم المعلومات الجديدة (غالبًا في نفس الفصل الدراسي) من حيث: اكتساب المحتوى؛ معالجة الأفكار أو بنائها أو فهمها؛ وتطوير المواد التعليمية وإجراءات التقييم حتى يتمكن جميع الطلاب داخل الفصل الدراسي من التعلم بفعالية، بغض النظر عن الاختلافات في قدراتهم.